# Имитос
Имитос (на гръцки: Υμηττός; на старогръцки: Ὑμηττός, Химетос) е планина, разположена източно от Атина. Най-високата точка, връх Евзонас, е 1026 m.
По склоновете на планината има маршрути за излет, скали за катерене и над 20 пещери. На Имитос са разположени няколко манастира, включително Кесарианският. В древността на Имитос е имало светилище на Зевс (8 – 7 в. пр. Хр.).